# カランガラ
カランガラ (Kalangala) はウガンダ南部カランガラ県の県庁所在地。ヴィクトリア湖北西部セセ諸島で最大のブガラ島にある。セセ諸島の主な住民はバントゥー系のセセ族でかつては独立していたがブガンダの伸張に伴い従属するようになった。1900年にセセ郡が置かれ、後にセセ郡がカランガラ県とされた。カランガラはセセ諸島の観光の中心地となっておりエイズ感染者の増加率が高い。

## 脚註
1. ↑  The Territory of Buganda, buganda.com. 2008年9月21日閲覧。